# 宮田仁 (競馬)
宮田 仁（みやた ひとし、1951年1月22日 - ）は、北海道出身の元騎手・元調教助手。

## 経歴

### 1970年代
1970年3月1日に東京・大久保末吉厩舎からデビューし、東京第2競走4歳未勝利・シルバーアサヒで初騎乗初勝利 を飾るが、同レースでは同期で同郷の谷原義明もカントウオリオン（12頭中11着）で初騎乗を果たしている。9月20日の中山第6競走上総特別では6頭中6番人気のメジロオーミで初の特別勝ちを挙げ、10月25日の東京第6競走4歳以上400万下では13頭中12番人気のヒンドアイで勝利して波乱を呼び、1年目の同年は8勝をマーク。
2年目の1971年には初の2桁となる13勝を挙げ、13勝中11勝は夏の新潟5勝、秋の福島6勝である。特に秋の福島では10月30日に初の1日2勝、11月14日の初の1日3勝 をマークするなど活躍し、同年から1974年まで4年連続10勝台の2桁勝利を記録。
3年目の1972年には怪我で休養中の谷原に替わってイナボレスの主戦騎手を務め、700万条件での格上挑戦となったオールカマーで11頭中9番人気の低評価ながら、ハクホオショウ・オンワードガイら有力馬を抑えての重賞初出走初制覇に導く。宮田も重賞初制覇を飾ったが、谷原は重賞を勝たれたのが悔しく、布団を被って泣いていた。オールカマーで手にした賞金1000万円は、当時民社党所属の衆議院議員であった馬主・稲富稜人の選挙資金に大いに活用され、稲富は12月に行われた衆院選で当選を果たした。
1974年はイナボレスで金杯（東）を制すが、前年不振で17頭中12番人気まで評価を落とした中、人馬共に2年ぶりの重賞2勝目を飾った。目黒記念（春）・ダイヤモンドステークスでも3着に入り、6月には大井で行われた第1回中央招待に出走。当日は7万6000人のファンがスタンドに詰めかけ、締め切りを過ぎても馬券の発売を求める人々が列をなし、発走が35分も遅れた。レースではゴールドイーグル（愛知）の2着に入り、中央馬最先着となった。優駿牝馬ではメジロフクシマでトウコウエルザの3着に入るなど大レースでも見せ場を作り、同年は自己最多の17勝を挙げた。
1976年からは後にイナボレスと同じ「走る労働者」の異名を持つトウフクセダンの主戦を務め、7月10日の中山第10競走マーガレット賞では条件馬時代のグリーングラスを下している。1977年には東京新聞杯・オールカマーで二冠牝馬テイタニヤを抑えて勝利し 、第22回有馬記念では8頭中7番人気でTTGやプレストウコウに次ぐ5着。春は8頭中8番人気の中山記念で菊花賞馬コクサイプリンス・有馬記念馬イシノアラシ、ヤマブキオー・グレートセイカン・カシュウチカラら一線級を抑えて2着。1978年はダイヤモンドステークスを制し、第77回天皇賞ではグリーングラスに1馬身迫る2着、第19回宝塚記念ではエリモジョージ・グリーングラス・ホクトボーイの天皇賞馬3頭に次ぐ4着、高松宮杯ではエリモジョージ・ホクトボーイを抑えて5着と掲示板を確保。
1977年の有馬記念と同日の新馬戦からメジロファントムの主戦も務め、1978年は京成杯でタケデン・サクラショウリとハナ、ハナの接戦を演じて2着、弥生賞ではファンタストの3着に入るもクラシックは骨折で断念。その後は無事に復帰し、1979年は金杯（東）でシービークロスの2着、東京新聞杯では大久保洋吉厩舎に重賞初制覇をもたらすが、第20回宝塚記念からは横山富雄に交代。

### 1980〜90年代
1981年には師匠・大久保の死去に伴い、谷原と共に大久保洋吉厩舎へ移籍。1984年の17勝を最後に1桁台が続き、1985年からは独立してフリーとなる。
1991年には自己最低の1勝に終わり、1992年からは和田正道厩舎に所属。
1994年4月30日には新潟第1競走4歳未出走・ワイズエクセレント、第2競走4歳未出走・イノセントラジーで連勝して1日2勝を挙げるが、後者が最後の勝利となった。
1995年2月25日の中山第3競走4歳未勝利・ヤクモクリスタル（16頭中9着）が最後の騎乗となり、同年限りで現役を引退。

### 引退後
引退後は藤原辰雄厩舎の調教助手となった。

## 騎手成績
| 通算成績 | 1着 | 2着 | 3着 | 4着以下 | 出走回数 | 勝率 | 連対率 |
| -------- | --- | --- | --- | ------- | -------- | ---- | ------ |
| 平地     | 221 | 229 | 243 | 2282    | 2975     | .074 | .151   |

### 主な騎乗馬
- イナボレス（1972年オールカマー、1974年金杯 (東)）
- トウフクセダン（1977年東京新聞杯・オールカマー、1978年ダイヤモンドステークス）
- メジロファントム（1979年東京新聞杯）